# ABC Dragonfly
L'ABC Dragonfly fu un motore aeronautico radiale a 9 cilindri raffreddato ad aria sviluppato dall'azienda britannica ABC Motors Ltd. nei tardi anni dieci del XX secolo, durante le fasi finali della prima guerra mondiale.
Progettato da Granville Bradshaw come alternativa agli oramai obsoleti motori rotativi, benché avviata alla produzione fu un'unità motrice gravata da numerosi problemi progettuali rivelatisi irrisolvibili, afflitta da un rapido surriscaldamento e forti vibrazioni che ne determineranno l'abbandono del progetto, tuttavia fu impiegata in numerosi prototipi tra il termine del conflitto ed i primi anni venti.

## Storia del progetto
Dopo che nel 1917 le prove effettuate sullo sperimentale 7 cilindri radiale ABC Wasp raffreddato ad aria risultarono molto promettenti, Granville Bradshaw, capo progettista e proprietario della ABC Motors, decise di avviare lo sviluppo di una versione ingrandita capace di erogare una potenza superiore, il 9 cilindri Dragonfly.
Il nuovo motore, progettato per essere semplice e di facile costruzione, si prevedeva fosse in grado di erogare una potenza pari a 340 hp (254 kW) per un peso di 600 lb (273 kg). Inoltre riproponeva la particolarità tecnologica sperimentata sul Wasp, la placcatura in rame dei pacchi lamellari dei cilindri, espediente che secondo quanto dichiarato da Bradshaw era così efficiente nel disperdere il calore che versandoci dell'acqua questa non sarebbe stata in grado di bollire.
Sulla base delle prestazioni promesse, Sir William Weir, a quel tempo responsabile delle forniture aeronautiche, decise di sottoscrivere un sostanziale ordine di fornitura per il Dragonfly, con 11 500 unità ordinate a 13 fornitori dal giugno 1918. Era previsto che nel 1919 la maggior parte dei modelli in dotazione alla Royal Air Force fosse equipaggiato con un Dragonfly, e furono molti i modelli di aereo progettati attorno al grande 9 cilindri, tra i quali il Sopwith Dragon, sviluppo del Snipe già in servizio, il Nieuport Nighthawk ed il Siddeley Siskin. Tuttavia l'ordine non venne mai evaso e la produzione si attestò su 1 147 unità costruite, delle quali nei primi anni duemila erano ancora una decina quelli montati su velivoli ancora in condizioni di volo.
Il motore viene descritto in breve dallo storico dell'aviazione Bill Gunston nel suo libro Plane Speaking, nel capitolo intitolato Cancel the Others.... Nel testo Gunston afferma che Bradshaw aveva dimostrato di essere migliore come venditore che non come progettista, dimostrandosi evasivo quando gli venne chiesto di parlare delle prove iniziali le quali furono sostanzialmente rivelatrici dei gravi problemi congeniti al suo eccessivamente acclamato motore.
Già più pesante di 30 kg rispetto alle specifiche di progetto, il Dragonfly risultava affetto da una grave tendenza al surriscaldamento. Gunston lo indicò come il peggior motore aeronautico raffreddato ad aria mai realizzato. La placcatura in rame delle alette di raffreddamento si dimostrò inutile; alla velocità operativa le teste tendevano a raggiungere temperature così alte da farle risplendere di rosso opaco, e in casi estremi hanno causato danni dovuti al calore e persino la carbonizzazione dell'elica. La potenza sviluppata scendeva ben al di sotto delle stime, anche quando il motore era impiegato al 15% in più delle specifiche di progetto (riuscendo ad esprimere solo 315 hp), mentre i consumi di carburante risultavano maggiori del previsto. Per cercare di ovviare al problema si avviò la riprogettazione dei cilindri ottenendo un moderato successo nel migliorare il raffreddamento del motore, tuttavia ci si rese conto che le vibrazioni trasmesse dal Dragonfly già dalle prime fasi di sviluppo derivavano dalla frequenza di risonanza torsionale del suo albero motore, una condizione ancora scarsamente conosciuta all'epoca del suo sviluppo. Questi problemi si sono dimostrati irrisolvibili, con una conseguente vita operativa estremamente bassa (all'incirca dalle 30 alle 35 ore per motore), per cui ogni ulteriore tentativo di sviluppo del Dragonfly venne infine abbandonato.
Le osservazioni di Gunston suggeriscono che il suo sviluppo venne promosso anche in relazione al termine del conflitto, in quanto l'unico altro motore aeronautico ancora in produzione al tempo della firma dell'Armistizio di Compiègne, l'11 novembre 1918, era il V12 Rolls-Royce Eagle raffreddato a liquido; gli ordini per tutti gli altri motori del periodo vennero annullati in favore del Dragonfly.

## Varianti
Dragonfly I
versione prodotta nel 1918, potenza erogata 320 hp (239 kW).
Dragonfly IA
variante profondamente rivista, con nuovi pistoni, nuove teste dei cilindri e nuovo impianto di lubrificazione; potenza erogata 360 hp (268 kW).

## Velivoli utilizzatori
- Armstrong Whitworth Ara
- Austin Greyhound
- Avro 533 Manchester
- BAT Basilisk
- Boulton Paul Bourges
- Bristol Badger
- de Havilland DH.11 Oxford
- Nieuport Nighthawk
- Nieuport London

- Siddeley Siskin
- Sopwith Bulldog
- Sopwith Cobham
- Sopwith Rainbow
- Sopwith Dragon
- Sopwith Snark
- Sopwith Snapper
- Westland Weasel